# 本田町
本田町（ほんでんちょう）は、かつて東京府南葛飾郡に存在した町である。現在の葛飾区の西部に位置していた。

## 沿革
- 1889年（明治22年）5月1日 - 町村制の施行に伴い、宝木塚村、梅田村、中原村、淡野須村、立石村、原村の全域と、以下の5村の各一部が合併して立石村（たていしむら）が発足（カッコ内は残部の編入先）。
  - 若宮村（寺島村、隅田村）
  - 渋江村の大部分（大木村）
  - 四ッ木村の大部分（隅田村）
  - 篠原村の大部分（隅田村）
  - 川端村の大部分（大木村）
- 1890年（明治23年）5月10日 - 立石村が本田村に改称。
- 1914年（大正3年）4月1日 - 荒川放水路設置に伴い、大木村の放水路以北（大字上木下川、下木下川、木ノ下の各一部）を編入。
- 1928年（昭和3年）3月1日 - 本田村が町制施行して本田町となる。
- 1932年（昭和7年）10月1日 - 南葛飾郡全域が東京市に編入。本田町の区域は葛飾区となる。

## 地域

### 名称について
『本田（ほんでん）』という名称は、当地域が江戸時代の西葛西領 本田筋に属することに由来している。しかし、この地域名は昭和40年代に行われた住居表示への変更に伴って徐々に使用されなくなってきている。

なお本田町役場跡には現在、葛飾区立立石図書館が建っているが、この図書館に隣接する葛飾区立本田小学校（旧称:本田町立本田尋常高等小学校) や、本田町内に位置する本田消防署や葛飾区立本田中学校（ただしこれらはともに葛飾区成立後の開設）などが『本田（ほんでん）』の名を現在にとどめている。
また葛飾警察署も2002年までは本田警察署と称していた。

## 交通

### 鉄道
- 京成電鉄
  - 押上線 ： 四ツ木駅 - 京成立石駅 - 青砥駅
  - 京成本線 ： お花茶屋駅 - 青砥駅

青砥駅の由来となった地名の「青戸」は亀青村に存在する。

### 道路
- 立石道

東武伊勢崎線鐘ヶ淵駅付近から発し、本田町内の四ツ木、立石を貫通して京成小岩駅付近に至る直線状の道路。
下総国府に至る古代道路の名残といわれている。
- 古上水道　（四ツ木街道）

曳舟川に沿う曳舟道。お花茶屋駅付近から四ツ木までほぼ直線状に通過する。
国道6号は当時、開通していない。

## 教育
- 本田町立本田尋常高等小学校

現在は葛飾区立本田小学校。実業補習学校、青年訓練所を併設していた。
- 本田町立本田第二尋常小学校

のちの葛飾区立四ツ木小学校（現在の葛飾区立よつぎ小学校）。

## 現在の地名
立石、東立石、宝町、四つ木、東四つ木、青戸一丁目、三丁目、堀切一丁目、二丁目、三丁目（いずれも大体の範囲）

## 葛飾区本田町
1932年10月1日に東京府南葛飾郡本田町が廃止され、葛飾区に編入された際、

旧・本田町の一部、大字「本丁」地域の名称を葛飾区本田町とした。

そして1966年、葛飾区本田町は住居表示実施に伴い廃止された。

範囲は現在の地名で、立石三丁目と立石二丁目の大部分、および立石一丁目、四丁目、

四つ木一・二・四・五丁目、東四つ木四丁目の各一部に相当する。